# Ceriops tagal
Ceriops tagal (Perr.) C.B.Rob., 1908 è una pianta della famiglia Rhizophoraceae, diffusa nelle mangrovie costiere dell'oceano Indiano e del Pacifico centro-occidentale.